# 赤峰东站
赤峰东站是一个京通线上的铁路车站，位于中华人民共和国内蒙古自治区赤峰市红山区，建于1935年，目前为四等站，目前不办理客货运业务。